# Бывшие посёлки городского типа Архангельской области
Бывшие посёлки городского типа Архангельской области — посёлки городского типа (рабочие и дачные), потерявшие этот статус в связи с административно-территориальными преобразованиями.

## Б
- Березник — пгт с 1962 года. Преобразован в сельский населённый пункт в 2020 году[1].

## В
- Волошка — пгт с 1941 года. Преобразован в сельский населённый пункт в 2005 году.

## Д
- Двинской — пгт с 1973 года. Преобразован в сельский населённый пункт в 2003 году.

## Е
- Емца — пгт с 1943 года. Преобразован в сельский населённый пункт в 2013 году[2].
- Ерцево — пгт с 1960 года. Преобразован в сельский населённый пункт в 2005 году.

## З
- Зенковичи на Бакарице — пгт с 1927 года. Включён в состав города Архангельск в 1933 году.

## И
- Илеза — пгт с 1963 года. Преобразован в сельский населённый пункт в 2002 году[3].
- Исакогорка — пгт с 1927 года. Включён в состав города Архангельск в 1933 году.

## К
- Каменка  — пгт с 1938 года. Преобразован в сельский населённый пункт в 2021 году.
- Кизема — пгт с 1950 года. Преобразован в сельский населённый пункт в 2005 году.
- Кодино — пгт с 1941 года. Преобразован в сельский населённый пункт в 2002 году.
- Коряжма — пгт с 1956 года. Преобразован в город в 1985 году.

## Л
- Лименда — пгт с 1938 года. Включён в состав города Котлас в 1940 году.
- Лойга — пгт с 1964 года. Преобразован в сельский населённый пункт в 2005 году.
- Луковецкий — пгт с 1979 года. Преобразован в сельский населённый пункт в 2002 году[4].

## М
- Мудьюга — пгт с 1943 года. Преобразован в сельский населённый пункт в 2002 году.

## Н
- Няндома — пгт с 1925 года. Преобразован в город в 1939 году.

## О
- Оксовский — пгт с 1961 года. Преобразован в сельский населённый пункт в 2013 году[2].
- Окуловский Завод — пгт с 1927 года. Преобразован в сельский населённый пункт в 1936 году.

## П
- Первомайский — пгт с 1941 года. До 1958 года назывался Ворошиловский. Преобразован в город Новодвинск в 1977 году.
- Пинега — пгт с 1960 года. Преобразован в сельский населённый пункт в 1991 году.
- Подюга — пгт с 1959 года. Преобразован в сельский населённый пункт в 2005 году.
- Пуксоозеро — пгт с 1944 года. Преобразован в сельский населённый пункт в 2013 году[2].

## Р
- Рочегда — пгт с 1958 года. Преобразован в сельский населённый пункт в 2005 году.

## С
- Самодед — пгт с 1927 года. Преобразован в сельский населённый пункт в 2013 году[2].
- Судострой — пгт с 1936 года. Преобразован в город Молотовск в 1938 году.
- Солгинский — пгт с 1958 года. Преобразован в сельский населённый пункт в 2003 году[5].

## У
- Удимский — пгт с 1958 года. Преобразован в сельский населённый пункт в 2005 году.
- Уемский — пгт с 1958 года. Преобразован в сельский населённый пункт в 2005 году.
- Усть-Шоноша — пгт с 1963 года. Преобразован в сельский населённый пункт в 2002 году.

## Х
- Харитоново — пгт с 1963 года. Преобразован в сельский населённый пункт в 2005 году.

## Ц
- Цигломень — пгт с 1927 года. Включён в состав города Архангельск в 1933 году.

## Ч
- Черемушский — пгт с 1959 года. Преобразован в сельский населённый пункт в 2005 году.

## Ш
- Шалакуша — пгт с 1941 года. Преобразован в сельский населённый пункт в 2005 году.

## Ненецкий АО
- Амдерма — пгт с 1940 года. Преобразован в сельский населённый пункт в 2005 году.
- Нарьян-Мар — пгт с 1931 года. Преобразован в город в 1935 году.